# Sparkling Volley Milan
Maillots
Le Sparking Volley Milan est un club italien de volley-ball basé à Milan (Lombardie), évoluant pour la saison 2007-2008 en Serie A1 (plus haut niveau national). L'aventure du Sparking Milan en Serie A1 a pris fin en juin 2008.

## Palmarès
- Coppa Italia serie A2 (1)
  - Vainqueur : 2007

## Effectif de la saison en cours
Entraîneur : Daniele Ricci  Italie ; entraîneur-adjoint : Giampaolo Medei  Italie
| No | Nom               | Naissance | Taille | Nationalité     |
| -- | ----------------- | --------- | ------ | --------------- |
| 1  | Marco Vicini      | 1974      | 1,93   | Italie          |
| 2  | Ryan Millar       | 1978      | 2,00   | États-Unis      |
| 3  | Miloš NikiĆ       | 1986      | 1,94   | Serbie          |
| 5  | Guillaume Samica  | 1981      | 1,97   | France          |
| 6  | Danilo Cortina    | 1987      | 1,88   | Italie          |
| 7  | Giordano Mattera  | 1983      | 2,00   | Italie          |
| 7  | Simone Bendandi   | 1976      | 1,96   | Italie          |
| 9  | Matteo Martino    | 1987      | 1,98   | Italie          |
| 10 | Simone Rosalba    | 1976      | 1,97   | Italie          |
| 11 | Łukasz Kadziewicz | 1980      | 2,06   | Pologne         |
| 12 | Riccardo Spairani | 1978      | 1,97   | Italie          |
| 13 | Dragan Travica    | 1986      | 2,00   | Italie/ Croatie |
| 15 | Gabriel Gardner   | 1976      | 2,09   | États-Unis      |
| 17 | Leondino Giombini | 1975      | 2,05   | Italie          |

## Joueurs majeurs

### Du monde entier
- Ryan Millar  États-Unis (central, 2,00 m)
- Simone Rosalba  Italie (réceptionneur-attaquant, 1,97 m)

### Les Français et le Sparkling Milan
- Guillaume Samica (réceptionneur-attaquant, 1,97 m)